# Mahaska
Mahaska är en ort i Washington County i Kansas. Vid 2020 års folkräkning hade Mahaska 46 invånare.